# Blepharandra
Blepharandra là một chi thực vật có hoa trong họ Malpighiaceae.

## Loài
Chi Blepharandra gồm các loài: